# Total Productive Maintenance
Il Total Productive Maintenance (TPM, in Italia tradotto come "Manutenzione produttiva" ma comunque più noto nell'acronimo inglese) è un sistema produttivo che mira al raggiungimento della massima efficienza aziendale. 
Storicamente nasce per garantire la massima efficienza dei singoli impianti, focalizzando l'attenzione sulle attività degli operatori, dei manutentori e dei tecnici di processo. Successivamente vengono strutturate anche le attività che riguardano la qualità, lo sviluppo del personale, le attività di sicurezza e ambiente e di industrializzazione. L'equivoco che spesso emerge che il TPM sia una metodologia legata solo alla manutenzione degli impianti deriva da questa sua evoluzione durante gli anni.
Le attività per ottenere un'alta efficienza da parte di ogni ente aziendale vengono indicate in "percorsi" metodologici, detti pilastri, che guidano in maniera strutturata e sistematica le diverse attività.

## Storia
È una delle tecniche produttive giapponesi, maturate nel ventennio '60-'80 presso la Toyota Motor Corporation e poi sviluppatesi in tutte le principali aziende giapponesi, grazie alla Plant Maintenance Committee della JMA (Japan Management Association) che, per volere dell'allora Ministero dell'Industria e del Commercio (METI), dal 1961 vi investì le proprie energie e nel 1971 lo presentò come metodologia che estendeva a tutti gli operatori un ruolo nella gestione operativa della manutenzione (da cui il nome Total Productive Maintenance),.
Il "padre" riconosciuto del TPM è Seiichi Nakajima, dapprima direttore tecnico in Toyota e quindi - fino alla fine degli anni ottanta - consulente presso JMA e JIPM. Nakajima si interessò sin dai primi anni cinquanta alle conoscenze sviluppate negli Stati Uniti in tema di manutenzione preventiva, di affidabilità e manutenibilità degli impianti, di life cycle cost ed altro. Quando alcuni americani si recarono in Giappone per insegnare alcune basi di riferimento nella gestione operativa degli impianti, egli funse in prima persona da interprete per i colleghi e continuò a lavorare su quanto appreso arricchendolo di osservazioni e collegamenti.
Più recentemente - nel 1984, Nakajima venne in Italia in occasione del 1º Congresso Mondiale della Manutenzione, organizzato a Venezia da AIMAN, Associazione Italiana di Manutenzione. Durante il congresso illustrò il TPM fra lo stupore dei presenti. Nel 1998 uscì la prima versione in inglese del suo libro "Introduzione al TPM" (la versione originale in giapponese è del 1984) e, successivamente, nel 1992 uscì la prima edizione italiana per i tipi di ISEDI (oggi edito da FrancoAngeli con la collaborazione di JIPM - Japan Institute of Plant Maintenance). Le prime esperienze di TPM in Italia furono fatte dalla FIAT Auto a partire dal 1985, con la RDA (Istituto per la Ricerca e l'Intervento nella Direzione Aziendale) ed il gruppo Telos (oggi Deloitte Consulting)..
A Seichi Nakajima è intitolato il premio Nakajima Prize. In particolare gli viene riconosciuto di aver saputo inserire i vari elementi appresi in una visione organica, facendo delle singole nozioni elementi di un sistema in grado di divenire per le aziende che lo applicano un vero strumento di competitività.
Esiste inoltre un importante riconoscimento noto come TPM Excellence Award assegnato ogni anno ad aziende che abbiano raggiunto l'eccellenza nell'applicazione dei principi che la metodologia prevede. Istituito da JIPM come PM Award nel 1964, è tuttora molto ambito dalle aziende manifatturiere nel mondo, non solo giapponesi.